# Eva (operett)
Eva är en operett i tre akter med musik av Franz Lehár och text av Alfred Maria Willner och Robert Bodanzky. Uruppförandet ägde rum den 24 november 1911 på Theater an der Wien. Operetten har ett socialt ämne och hette ursprungligen Fabriksflickan Eva. Operettens mest kända nummer är valsen Wär' es auch nichts als ein Traum von Glück.

## Historia
Operetten sågs felaktigt som ett politiskt verk och var därför omstritt under tillkomsttiden. Handlingen (arbetaruppror för att beskydda Eva från fabriksägaren) sågs som socialistisk propaganda. Men ingenstans i texten propageras det för politik, och författarna och Lehár tillbakavisade anklagelserna definitivt. För dem blev verket en stor framgång. Vid premiären sjöngs huvudrollerna av Louis Treumann och Mizzi Günther, samma par som hade sjungit huvudrollerna i Glada änkan 1905. Framgången nådde till Italien och sedermera ända bort till den då italienska kolonin Libyen. 1912 öppnades operahuset i Tripolis med just denna operett. Även för Theater an der Wien var Eva den största operettsuccén mellan Lehárs Greven av Luxemburg (1909) och Leo Falls Die Rose von Stambul (1916). Under de följande åren och decennierna klingade dess popularitet dock av. Efter 1916 och på 1920-talet trängdes Eva bort från repertoaren av mer framgångsrika operetter, inte minst Lehars egna. Idag spelas operetten som helhet knappast alls. Många enskilda nummer framförs på konserter.
Svensk premiär på Oscarsteatern i Stockholm den 27 januari 1912.

## Personer
- Eva (Sopran)
- Pepita Paquerette, kallad "Pipsi" (Sopran)
- Desirée (Sopran)
- Octave Flaubert, Fabrikör (Tenor)
- Prunelles, andre bokhållare i Flauberts fabrik (Baryton)
- Dagobert Millefleurs, Flauberts vän (Tenor)
- Bernard Larousse, förman
- Voisin, förste bokhållare i Flauberts fabrik
- Mathieu, tjänare (Basbaryton)
- Fredy och Teddy, vänner till Flaubert (Baryton)

## Handling
Bernard Larousse arbetar som förman på en glasfabrik i Bryssel. Hans fosterdotter Eva firar sin 20-årsdag. Hon dras till den vackre Octave Flaubert, som är son till fabrikören. Han har anlänt för att ta över faderns affärer. Octave försöker förföra Eva men möter motstånd i Larousse och alla fabriksarbetare som gör allt för att skydda hennes heder. Eva inser vad Octaves går för och flyr till Paris. Men efter att ha prövat på det hårda livet i storstaden återvänder hon slutligen till den ångerfulle och ändrade Octave.

## Musiknummer
- Introduktion: Heissa, juchheia

- Melodram och sång: Im heimlichen Dämmer der silberenen Ampel

- Duett: Bestimmung, Fatum, das ist alles

- Avsked och duett: Nur keine Angst, hier kann nichts passieren

- Duett: Um zwölfe in der Nacht

- Final I

- Introduktion till akt II: Kör, sång och dans: Retten Sie mich Dagobert

- Marsch: Hat man das erste Stiefelpaar vertreten

- Terzett: Rechts das Männchen meiner Wahl

- Melodram och duett: Erschrecken Sie nicht

- Sång: Octave gestehs Dir ein

- Duett: Ziehe hin zu Deinem Vater

- Melodram och duett: Eva Sie sehen reizend aus

- Final II

- Duett: Wenn die Pariserin spazieren fährt

- Sång: Gib acht, gib acht mein schönes Kind

- Avsked: Sagen Sie nur, Pipsi

- Final III: Ein Mädel wie Sie, so nett und so fein